# Philip Milanov
Philip Milanov (Brujas, Bélgica, 6 de julio de 1991) es un atleta belga, especialista en la prueba de lanzamiento de disco, con la que ha logrado ser subcampeón mundial en 2015.

## Carrera deportiva
En el Mundial de Pekín 2015 gana la medalla de plata en lanzamiento de disco, con una marca de 66.90 m que supuso récord nacional belga, quedando situado en el podio tras el Piotr Małachowski y por delante de otro polaco Robert Urbanek.
Al año siguiente, en el Campeonato Europeo de Atletismo de 2016 ganó el oro en la misma prueba, con una marca de 65.71 metros, tras el polaco Piotr Małachowski y por delante del estonio Gerd Kanter.